# 杨世祥 (1944年)
杨世祥（1944年3月—），上海人，中华人民共和国外交官，曾任中华人民共和国驻安提瓜和巴布达特命全权大使。

## 生平
1967年，毕业于上海对外贸易学院。1972年，进入中华人民共和国外交部工作。2000年3月，出任中华人民共和国驻安提瓜和巴布达大使。2004年8月，自驻安提瓜和巴布达大使离任。